# 手稲山
手稲山（ていねやま）は、北海道札幌市西部の手稲区と西区に跨る標高1023.1mの山。
北海道における登山とスキーの発祥の地であるが、全山が民有林になっているために開発が進行し、北面はゴルフ場・遊園地・スキー場が立ち並ぶ一大レジャーランドと化している。
また、山頂にはテレビ送信所が林立している（札幌送信所を参照）。

## 名称について
アイヌ語での山の名称は「長い・断崖」を意味するタンネ・ウェン・シㇼ (tanne-wen-sir)。この場合の断崖とは、山頂の南面に大きく広がる崖を表現したものと思われる。「ウェンシㇼ」の語は逐語訳すれば「悪い峰」だが、地名では「断崖」の意に用いられる。
また「手稲」という日本語名称も、もとはアイヌ語で「濡れている処」を意味するテイネ・イから来ている。新川が開削される以前は、この山から注ぐ数多くの小川が北部の平野に集中して湿地帯を構成していたためである。
山頂の細長い溶岩平坦面を船橋に、東に張り出した溶岩流の面を甲板に見立てて、「船形山」と呼ばれることもあった。

## 地質と地形
中新世の変朽安山岩、緑色凝灰岩、安山岩質集塊岩などが基盤を構成しており、これらが山頂高度の約7割を占めている。その上に第四紀初頭、安山岩質の火砕岩と溶岩が噴出して山体を形作った。
北斜面は「北壁」の異名を持ち、平坦な山頂から標高差450mを一気に下る急斜面となっている。これは山頂の一部が崩落したためと考えられているが、一説によると地滑りでできた滑落崖ではないかとも言われる。1972年札幌オリンピックの聖火台の下の急斜面も、北東に向けて起きた大規模な地滑りによる滑落崖の一部で、さらにその下には滑り落ちた土塊が起伏のある緩やかな地形を造っており、ゴルフ場として利用されている。
南側は琴似発寒川の下方浸食によって絶壁となっている。

## 手稲鉱山
明治期より、星置川で砂金が採れたため、手稲山には金が眠っていると噂された。明治20年代半ば、星置で農業を営む鳥谷部弥平治が金脈を偶然発見した。道庁に試掘を申し出、全財産を投げ打って明治40年頃まで探したが、良い結果は得られなかった。大正に入り、元道庁の技師石川貞治が鉱業権を取得し、手稲鉱山と命名。一時成功するが、新たな金脈探しに失敗し、一度閉山する。
昭和に入り、1928年に広瀬省三郎が鉱業権を得る。1934年には現在の手稲駅近くまで鉄索をひき、同年の出鉱量は約3万4千トンにのぼった。
1935年に三菱鉱業（現在の三菱マテリアル）が買収。金・銀・銅・亜鉛・テルルなどを最盛期には月6万トン産出し、一時期は鴻之舞鉱山に次ぐ日本第二位の産出量を成し遂げていた。
金の総生産量は10.8 tにのぼり、これは、鴻之舞鉱山、千歳鉱山に次ぐ規模であった。
第二次世界大戦後、国の鉱山政策の転換等の影響を受け徐々に規模を縮小し、1954年に残鉱堀りや選鉱場等の施設撤収を終え、荒川鉱業に経営を譲った。その後、1957年に千歳鉱業に継承され採掘を続けたが、採掘量の減少や周辺の都市化の影響も受け、1971年を最後に閉山した。
他の銅を産出した鉱山と異なる点として、銅の鉱石鉱物のほとんどが安四面銅鉱や硫砒銅鉱といった硫塩鉱物であり、一般的な国内の銅鉱山では黄銅鉱を鉱石鉱物としていた。
様々な鉱物を産出するため鉱物収集家には有名な産地として知られている。1936年に手稲石（teineite、CuTeO3・2H2O）、閉山後の1993年に渡辺鉱（watanabeite、Cu4(As,Sb)2S5）、2001年にリシェルスドルフ石（richelsdorfite）といった新鉱物や珍しい鉱物が発見され、世界的にも有名な鉱山である。
現在も手稲区内の地名や札樽自動車道の金山パーキングエリアに金山（かなやま）の名を残しているが、これはかつて金を産出していた鉱山の名残である。また、付近のバス停にも手稲鉱山の名が残っている（→「札樽線 (ジェイ・アール北海道バス)」参照）。

## スポーツ・レジャー
手稲山は北海道の山スキー発祥の地といわれる。1926年に北海道大学スキー部創立15周年事業として、日本初のスキーヒュッテである「パラダイス・ヒュッテ」をスイス人建築家マックス・ヒンデルの設計により、現在のロープウェイ山麓駅から徒歩約10分の場所に建てられた。老朽化のため1978年に閉鎖されたが、有志により1994年に原設計に忠実に復元新築されている。
1965年、三菱金属鉱業（現・三菱マテリアル）と北海道放送(HBC)が中心となってテイネオリンピアを設立。北側中腹にスキー場のほかゴルフ場と遊園地をオープンさせた。
1972年開催の札幌冬季オリンピックでは、手稲山にもアルペンスキー（回転・大回転）、リュージュ、ボブスレーの会場が置かれた。札幌冬季オリンピック開催の後もアジア冬季競技大会、ユニバーシアード冬季大会といった国際スポーツ競技大会の会場となっている。
オリンピックに先立ち、1970年に北側5合目から山頂まで札幌市によってロープウェイが設置された。大会終了後には王子緑化（現・王子木材緑化）がテイネハイランドスキー場を開設した。
1990年頃のスキーブームの際には、ハイランドの西区西野方面への拡張が計画されたが、多くの反対に遭い頓挫している。
オリンピア、ハイランドの両スキー場はスキーブーム後に収益が悪化し、2002年にハイランドの運営、オリンピアの所有と運営を、2003年には財団法人札幌市公園緑化協会がロープウェイを、それぞれ加森観光に譲渡した。
2003年にはオリンピアにK=30mのスキージャンプ台が新設され、少年団の練習の場となる。
現在はオリンピアゾーンとハイランドゾーンを8人乗りゴンドラで接続、最長6,000mの滑走ができるサッポロテイネとして一体的に運営されている。

## 登山ルート
手稲山には自然歩道として手稲山北尾根ルートと平和の滝～手稲山ルートが整備されている。手稲山北尾根ルートは手稲山北尾根に向かうルートで、金山入口からのコース（以下の乙女の滝コース）と手稲本町入口からのコース（以下の北尾根コース）がある。一方、平和の滝～手稲山ルートは手稲山山頂（標高1023.1m）に向かうルート（以下の平和の滝コース）である（二つのルートは自然歩道としては接続していない）。
手稲山の登山ルートの「乙女の滝コース」「北尾根コース」「平和の滝コース」の3つは、いずれも相応の体力を要求される。
このほか東側の西野から登り、「ネオパラ」の通称で知られる838m峰の南西で車道に出る林道も存在するが、事前に王子木材緑化の許可を取らなければ入林できない。また、かつては手稲富丘から三樽別川に沿って進み、上流から尾根に取りついて急坂をよじ登ったという。

### 手稲山北尾根ルート

#### 乙女の滝コース
手稲金山に入口がある。川沿いの歩道を進んで採石場の脇を過ぎると、林道に入る。林道の途中で200mほど寄り道すれば、乙女の滝を見ることができる。道沿いにはかつての手稲鉱山の施設跡が散見され、標高250m地点でコンクリート橋を渡った先には坑水処理施設がある。
さらに200m進むと、コースは林道から分かれ「滝ノ沢」に沿って登る細い道となる。左右に木橋での渡渉を繰り返して登るうち、冬季オリンピックの男子大回転ゴール跡に到着するが、当時を思わせるものは何も残っていない。
そこからは平坦な車道跡歩きとなり、パラダイスヒュッテの脇を過ぎて、現車道に出る。旧ゴンドラの山麓駅に着いたら、山頂まで管理道路をたどっていくか、スキーゲレンデを突っ切って登っていくことになる。

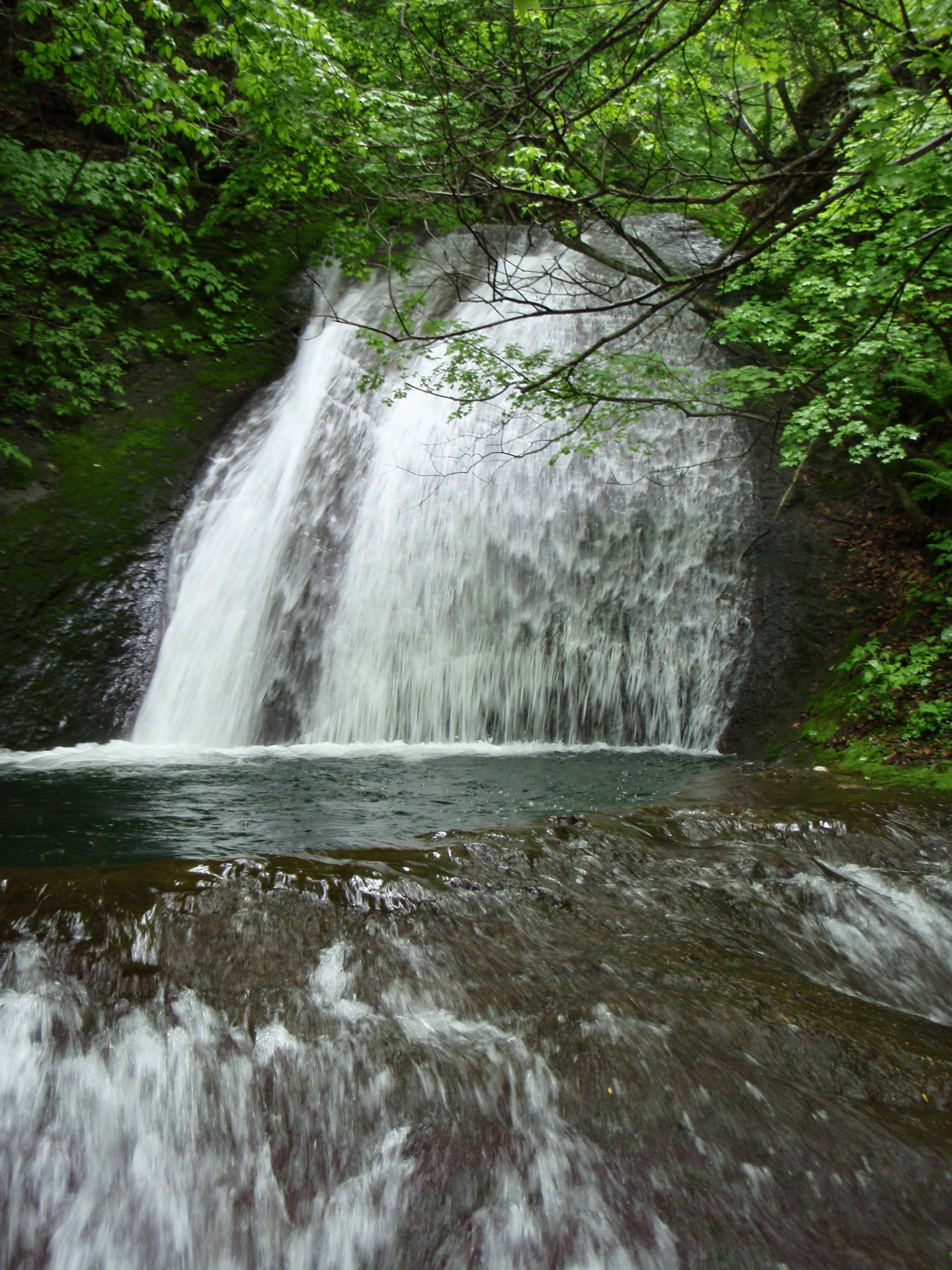
乙女の滝
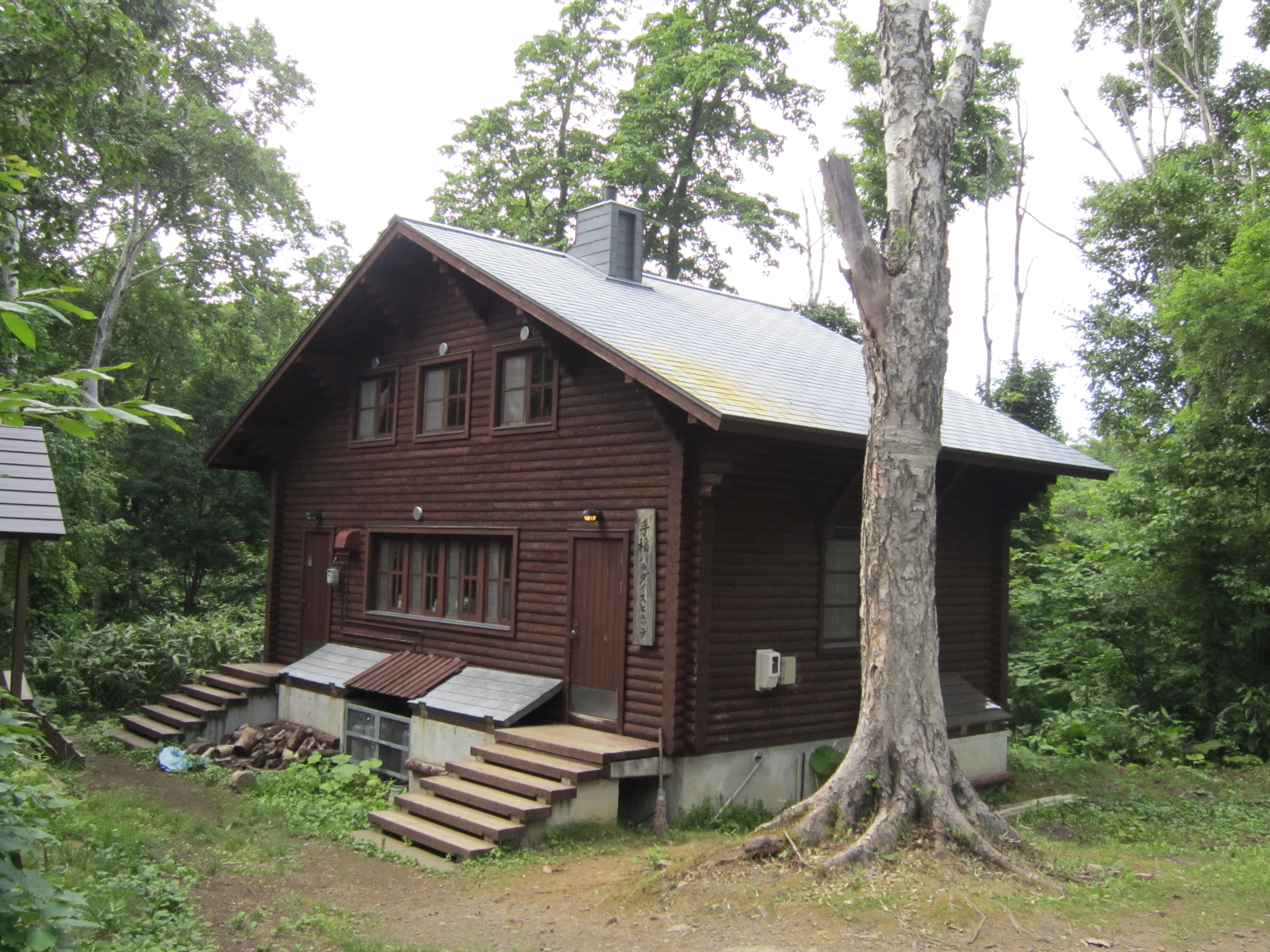
パラダイスヒュッテ

#### 北尾根コース
手稲本町に入口がある。北海道札幌稲雲高等学校を通り過ぎ、市街地と平行に1kmほど森の中を歩くと、小川に到着する。そして小川の渡渉を繰り返しながら400mほど進むと、かなり急な尾根登りが始まる。
標高420mの見晴台にたどり着ければ、あとは登りが楽になる。テイネオリンピアのスキー場や閉鎖された研修センターを通り過ぎ、車道に出てから1kmほど歩くと山麓駅に至る。その先は乙女の滝コースに同じ。

### 平和の滝～手稲山ルート（平和の滝コース）
平和の滝近くの大平和寺の横に入口がある。林道を進んでいくと、琴似発寒川に設けられた大きな砂防ダムが現れる。琴似発寒川を左手に見つつ、登り下りを織り交ぜながら歩き、尾根へと取りつく。そのあとに布敷の滝が見えてくる。
やがて森林が途切れると、広大なガレ場にたどり着く。ここの岩石は山頂を構成する安山岩と同じもので、琴似発寒川の浸食によって崩れてきた瓦礫が斜面に堆積したものである。急な登りを経て、ダケカンバの立ち並ぶ台地を抜けると、最後はレリーフの埋め込まれた大きなケルンに至る。あとは車道を10分ほど歩けば頂上である。

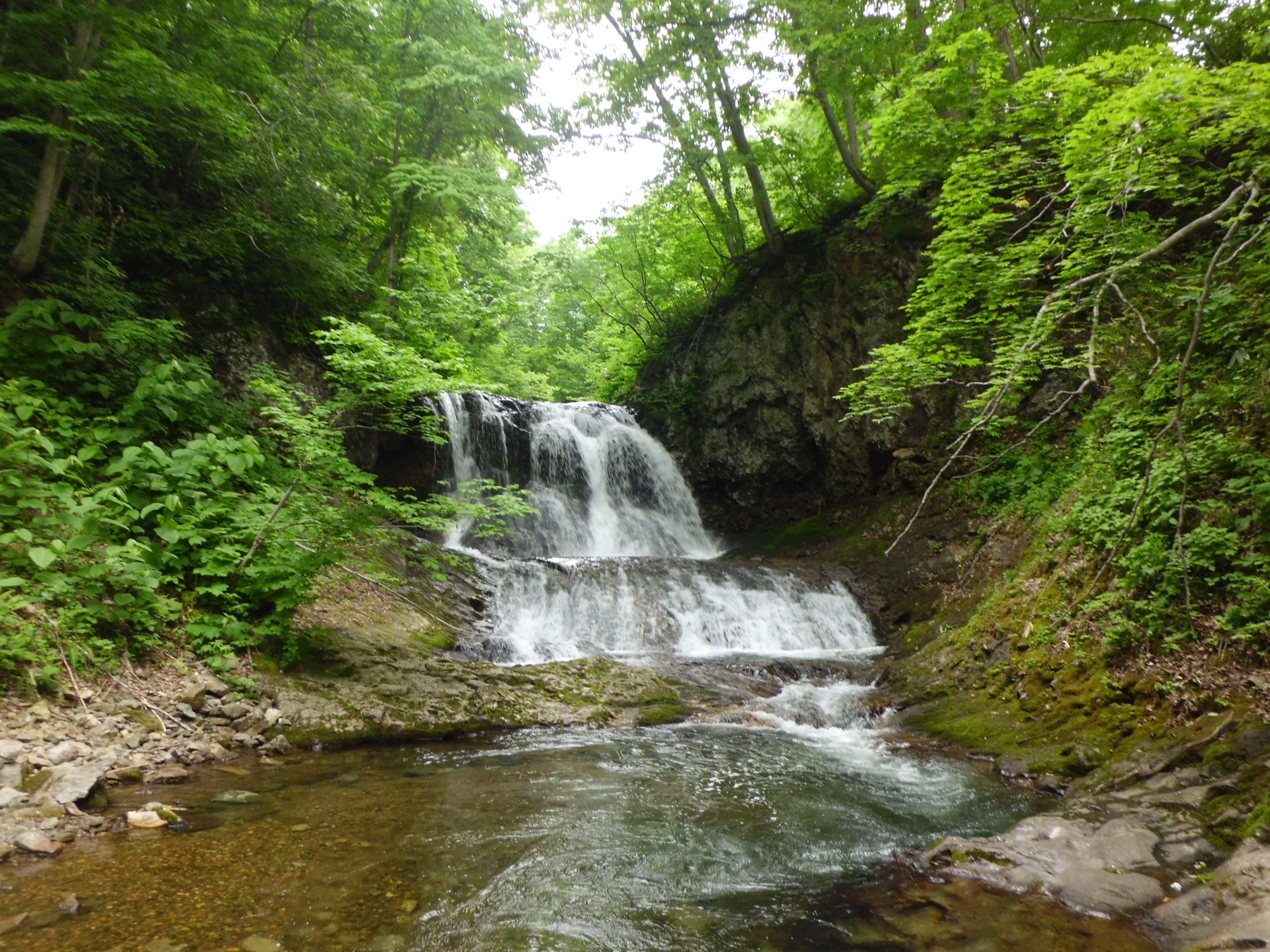
平和の滝
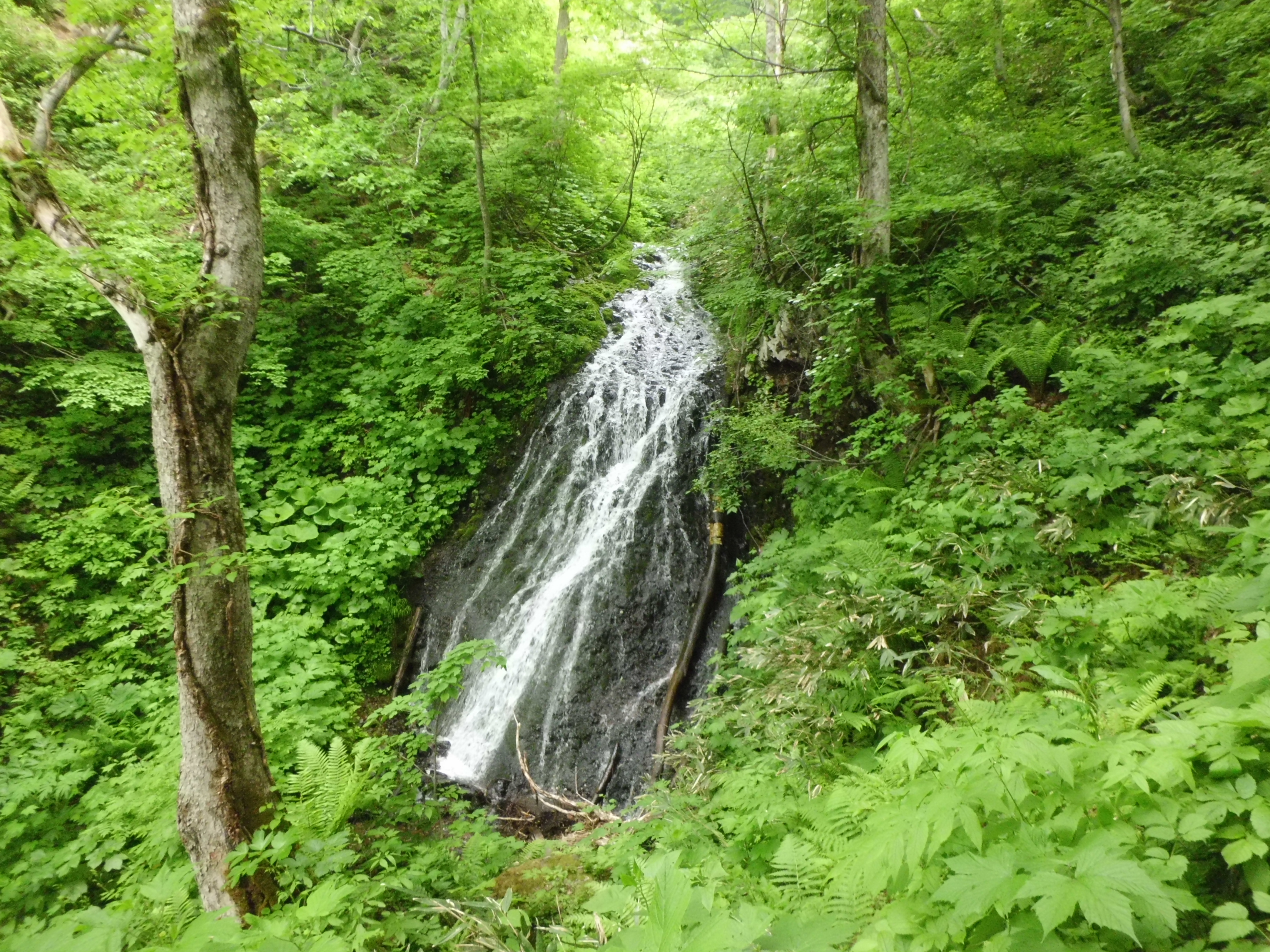
布敷の滝
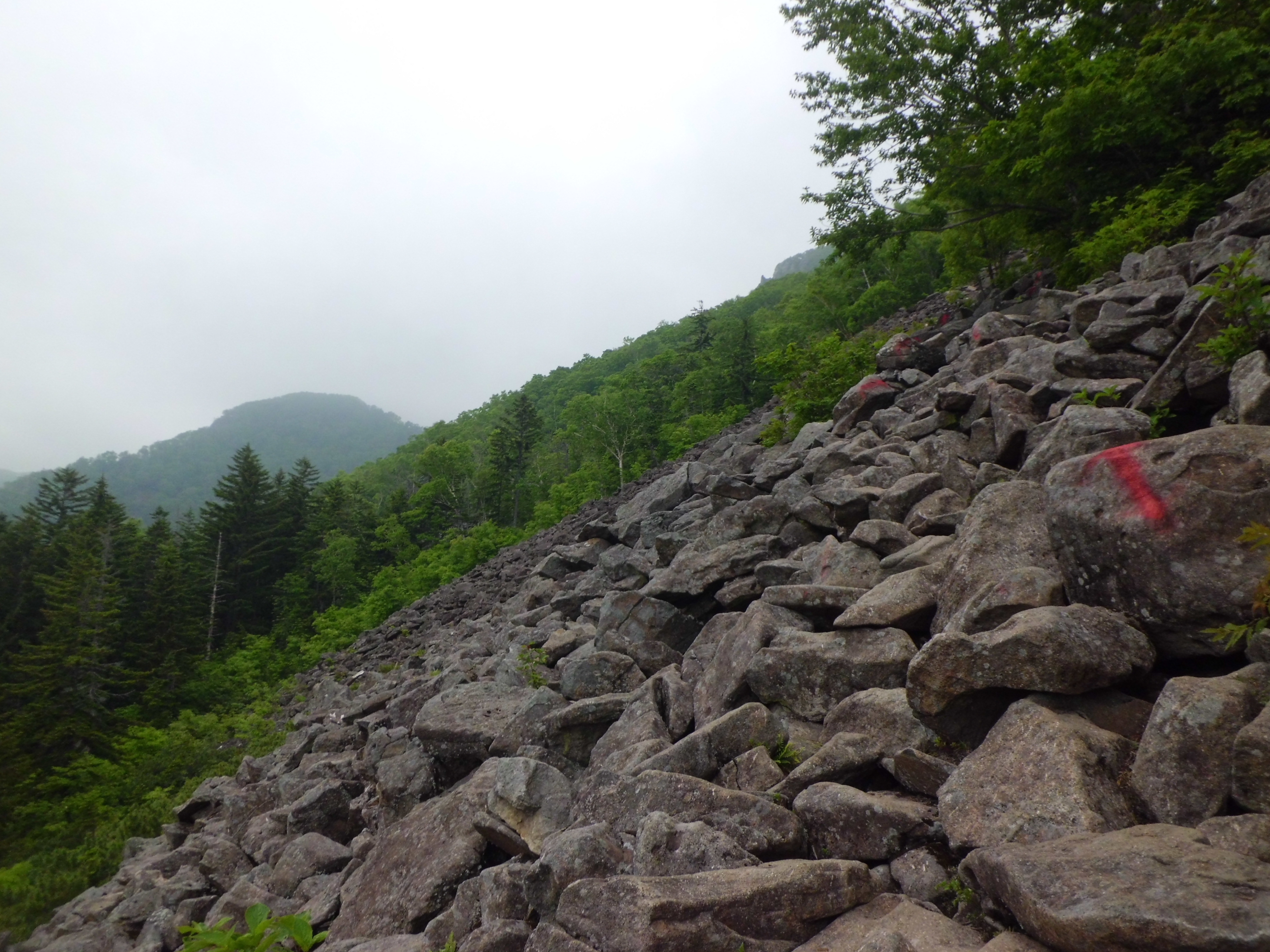
ガレ場
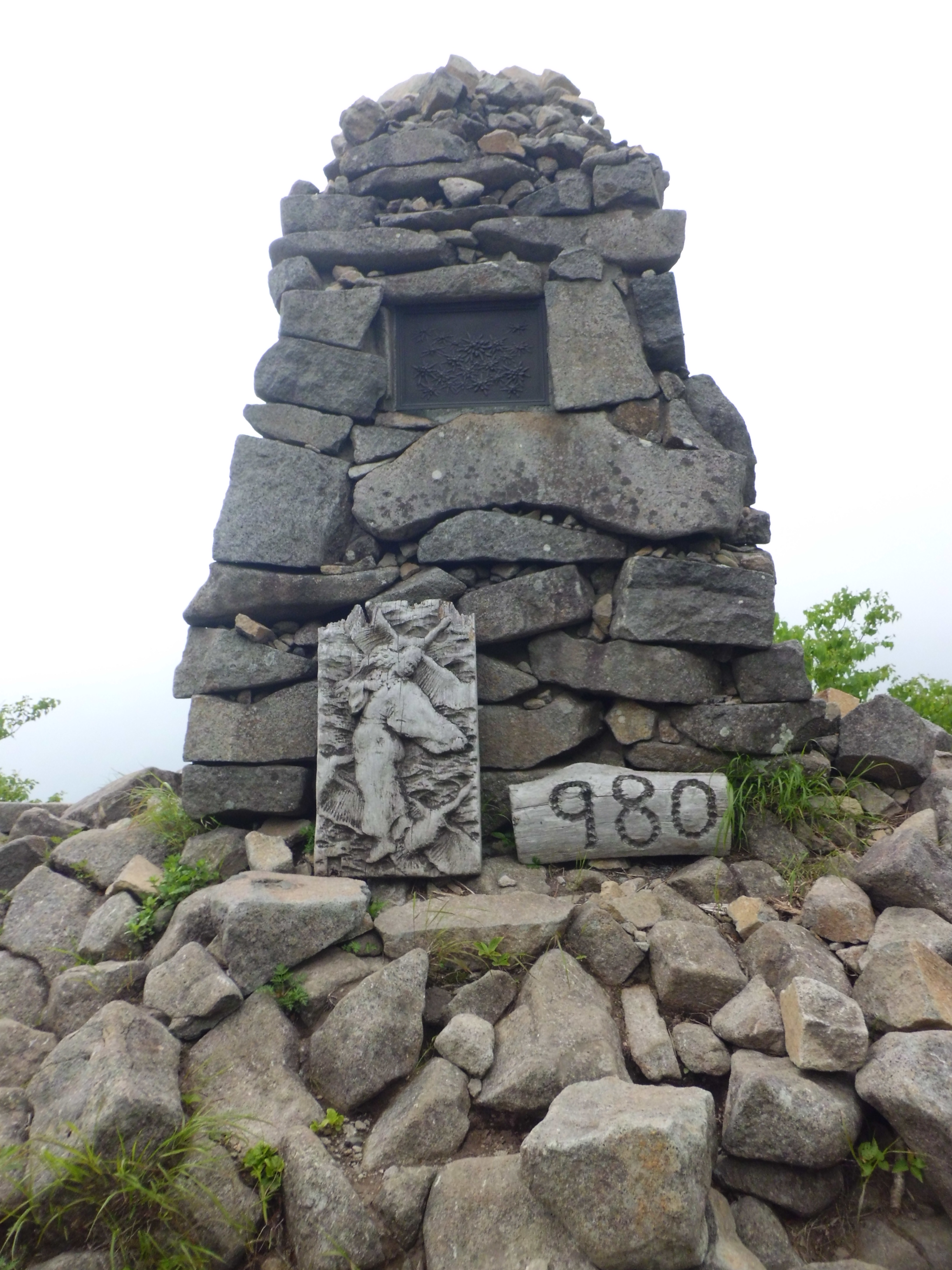
ケルン